# Деннис, Данфунг
Да́нфунг Де́ннис (англ. Danfung Dennis) — американский фотожурналист и режиссёр-документалист, номинант премии «Оскар».

## Биография
Имеет экономическое образование. Как фотожурналист-фрилансер Деннис c 2006 года освещал военные кампании в Ираке и Афганистане, в основном сотрудничая с журналом Newsweek и газетой The New York Times. Сделанные им фотографии появлялись также на страницах изданий Time, The Washington Post, The Guardian, Rolling Stone, The Wall Street Journal и др. Ряд его снимков, созданных во время боевых действий, отмечены профессиональными наградами. Как фотожурналист Деннис, по собственным словам, всегда стремился сохранять позицию честного независимого наблюдателя, вдохновляясь примером военного фотографа Джеймса Нахтвея и идеей, что «сильные фотообразы способны стряхнуть с людей безразличие».
С 2009 года в качестве оператора и режиссёра Деннис работал над документальным фильмом «В ад и обратно» (Hell and Back Again). Съёмки картины проходили на юге Афганистана в расположении роты морской пехоты США «Эхо», а также в американском городе Джэксонвилле, куда после ранения вернулся её главный герой — сержант Нейтен Харрис. Вместо профессиональной видеокамеры использовался фотоаппарат Canon EOS 5D Mark II. Премьера фильма «В ад и обратно» состоялась в январе 2011 года на фестивале «Сандэнс», где Деннис получил награды как лучший оператор и создатель лучшей ленты международного документального конкурса. Фильм также был признан победителем документального конкурса 33-го Московского международного кинофестиваля и выдвигался на премию «Оскар» в номинации «Лучший полнометражный документальный фильм» (церемония 2012 года).